# San José (Kanton)
San José ist ein Kanton der costa-ricanischen Provinz San José mit 288.054 Einwohnern. Die Hauptstadt ist San José.

## Bezirke von San José
|    | Bezirke                   | Bereich (km2) | Bevölkerung (2011) |
| -- | ------------------------- | ------------- | ------------------ |
| 1  | Carmen                    | 1,49          | 2.702              |
| 2  | Merced                    | 2,29          | 12.257             |
| 3  | Hospital                  | 3,38          | 19.270             |
| 4  | Catedral                  | 2,31          | 12.936             |
| 5  | Zapote                    | 2,85          | 18.679             |
| 6  | San Francisco de Dos Ríos | 2,68          | 20.209             |
| 7  | La Uruca                  | 8,35          | 31.728             |
| 8  | Mata Redonda              | 3,68          | 8.313              |
| 9  | Pavas                     | 9,34          | 71.384             |
| 10 | Hatillo                   | 4,27          | 50.511             |
| 11 | San Sebastián             | 3,98          | 40.065             |